# 1490

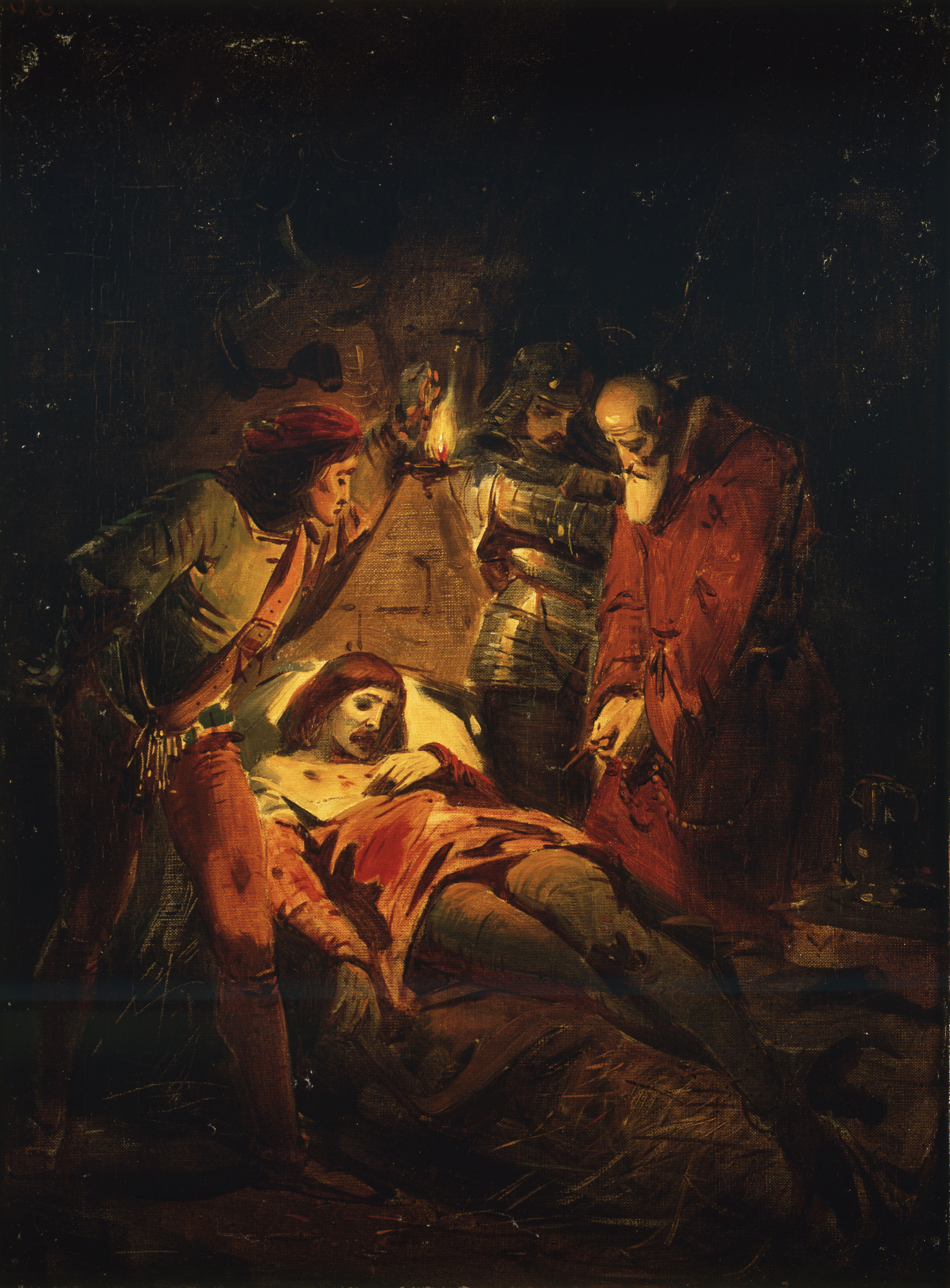
Frans van Brederode overlijdt in gevangenschap aan zijn verwondingen

Het jaar 1490 is het 90e jaar in de 15e eeuw volgens de christelijke jaartelling.

## Gebeurtenissen
februari
- 12 - Francesco II Gonzaga huwt Isabella d'Este.

maart
- 23 - De Misjnee Tora, een door Maimonides geschreven codex van joodse voorschriften, verschijnt in druk.
- 27 - Simon V van Lippe huwt Walburga van Bronkhorst.

mei
- 2 tot 8 augustus - Beleg van Montfoort: Albrecht van Saksen belegert Montfoort, dat wordt beheersd door de Hoeken en Jan III van Montfoort. Jan III verliest Woerden en moet zich onderwerpen, maar behoudt Montfoort.

juni
- 18 - Slag bij Moordrecht: De Kabeljauwen verslaan een groep Hoeken die proviand naar het belegerde Rotterdam willen brengen. Circa 550 Hoekse mannen, waaronder hoofdman Cornelis van Treslong, laten het leven.
- 29 - Frans van Brederode, leider van de Hoeken, verlaat de stad Rotterdam met zijn aanhangers.

juli
- 23 - Slag bij Brouwershaven: Een verenigde Hollandse scheepsmacht onder Jan III van Egmont verslaat de Hoeken onder Frans van Brederode, die zwaargewond gevangen wordt genomen. Einde van de Jonker Fransenoorlog en de Hoekse en Kabeljauwse Twisten.

oktober
- 4 - Wladislaus II van Bohemen trouwt in het geheim met Beatrix van Napels, de weduwe van Matthias Corvinus, zijn voorganger als koning van Hongarije, hoewel zijn papieren huwelijk met Barbara van Brandenburg nog niet ontbonden is.

december
- december - Vrede van Damme: Brugge beëindigt de opstand tegen Maximiliaan.

zonder datum
- Koning Constantijn II van Georgië is gedwongen de onafhankelijkheid van Kachetië en Imeretië te erkennen. Zijn rijk wordt beperkt tot Kartli.

## Beeldende kunst

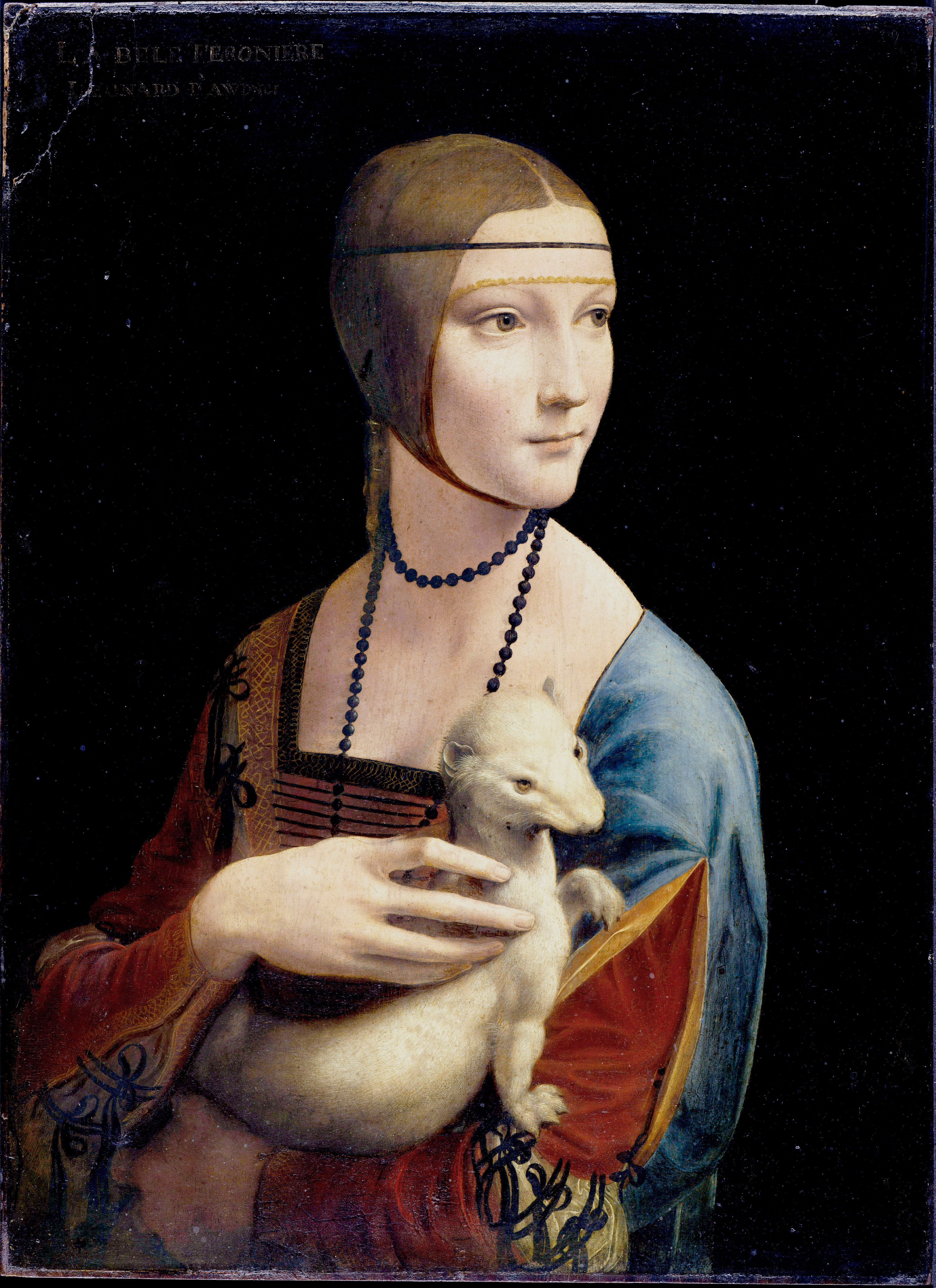
Leonardo da Vinci: De dame met de hermelijn
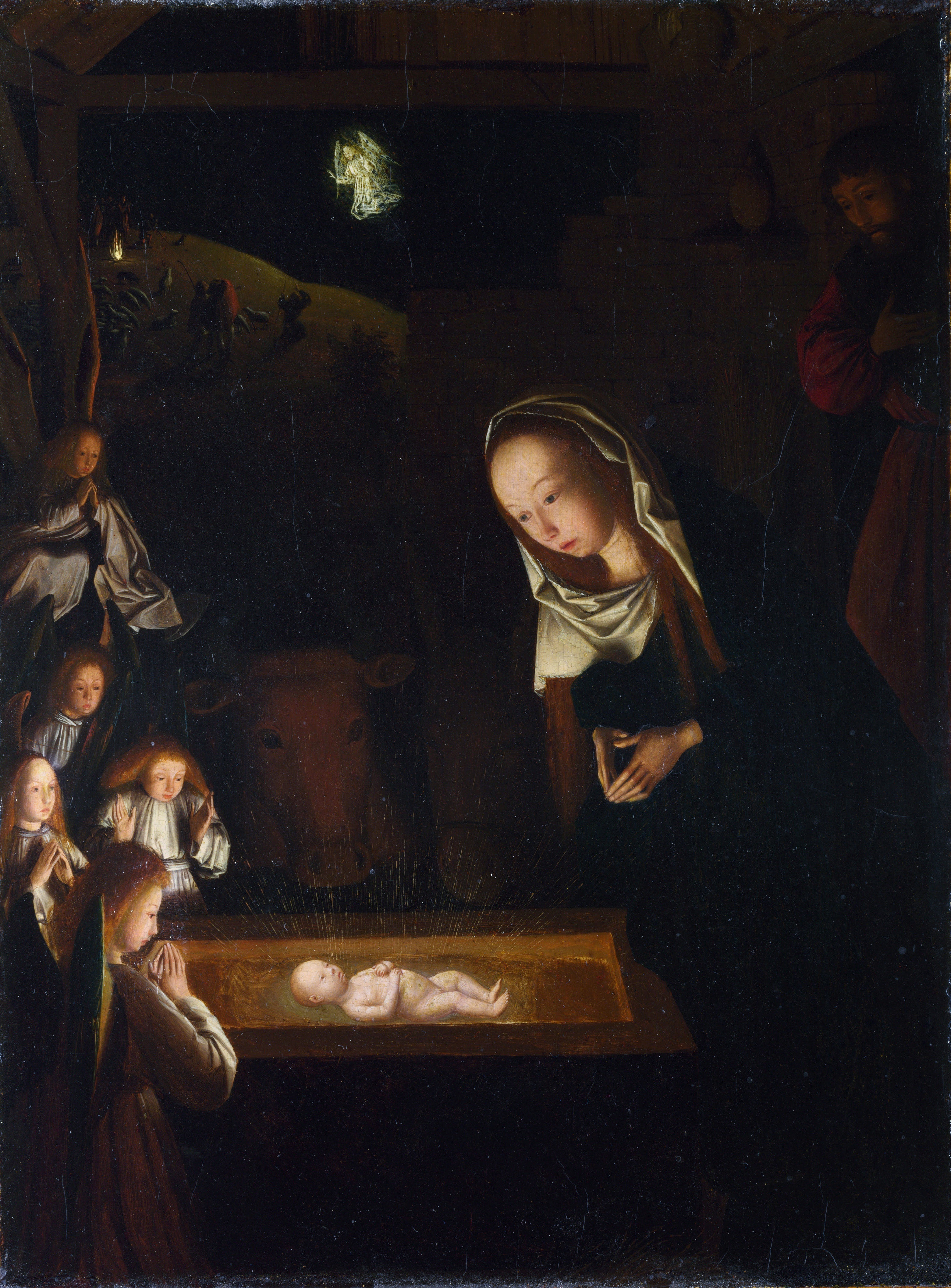
Geertgen tot Sint Jans: Geboorte van Christus
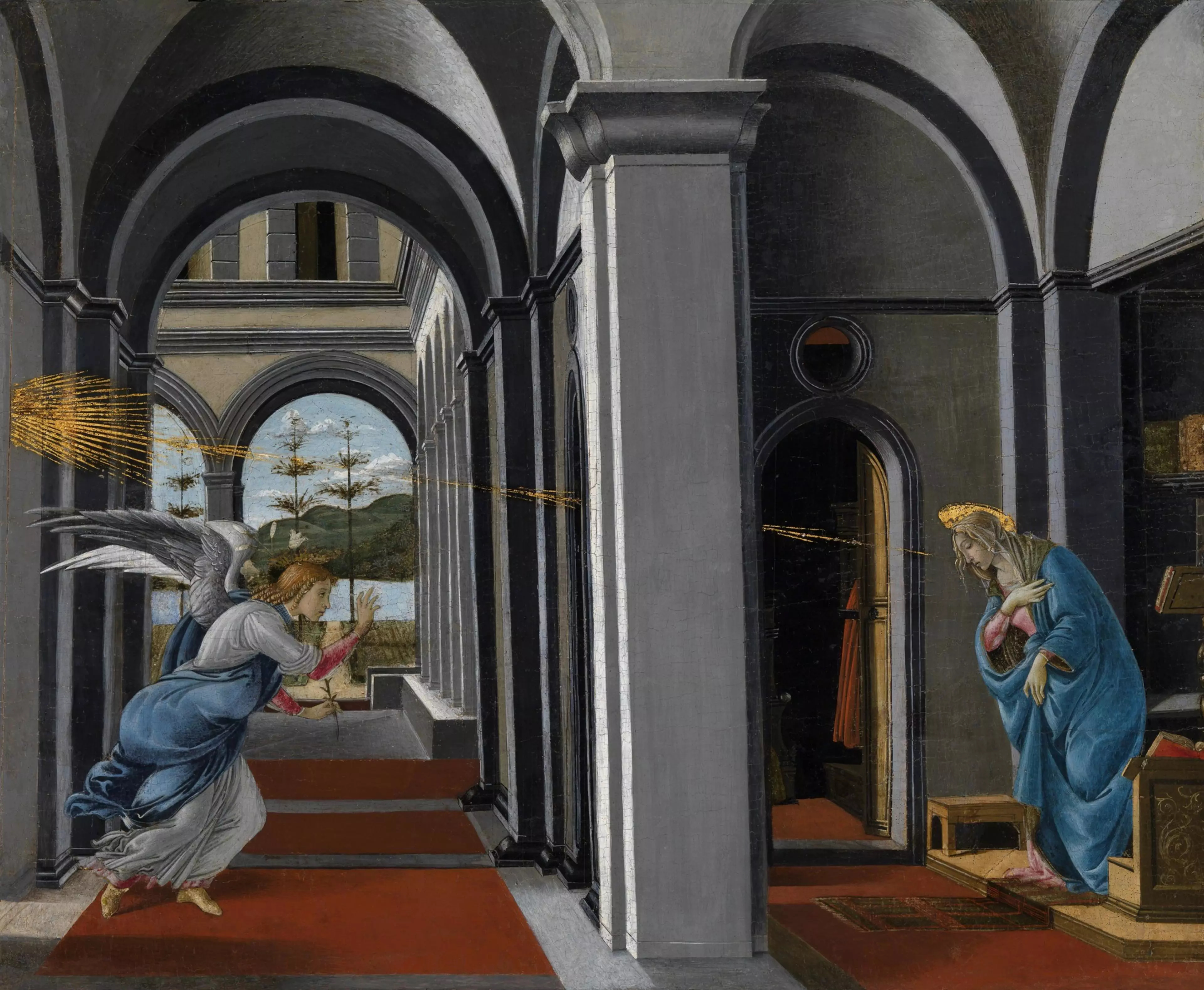
Sandro Botticelli: De aankondiging aan Maria
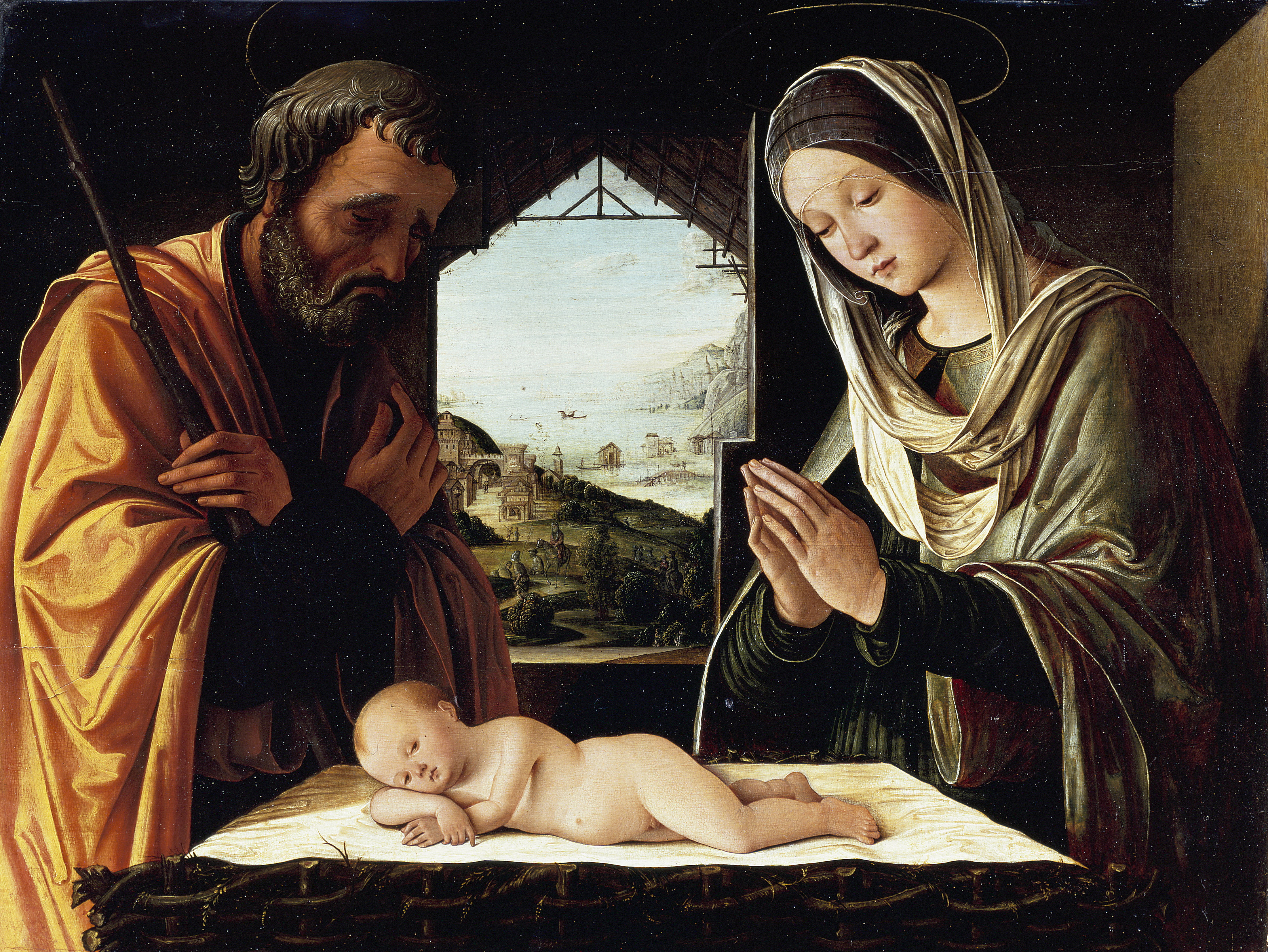
Lorenzo Costa: De heilige familie
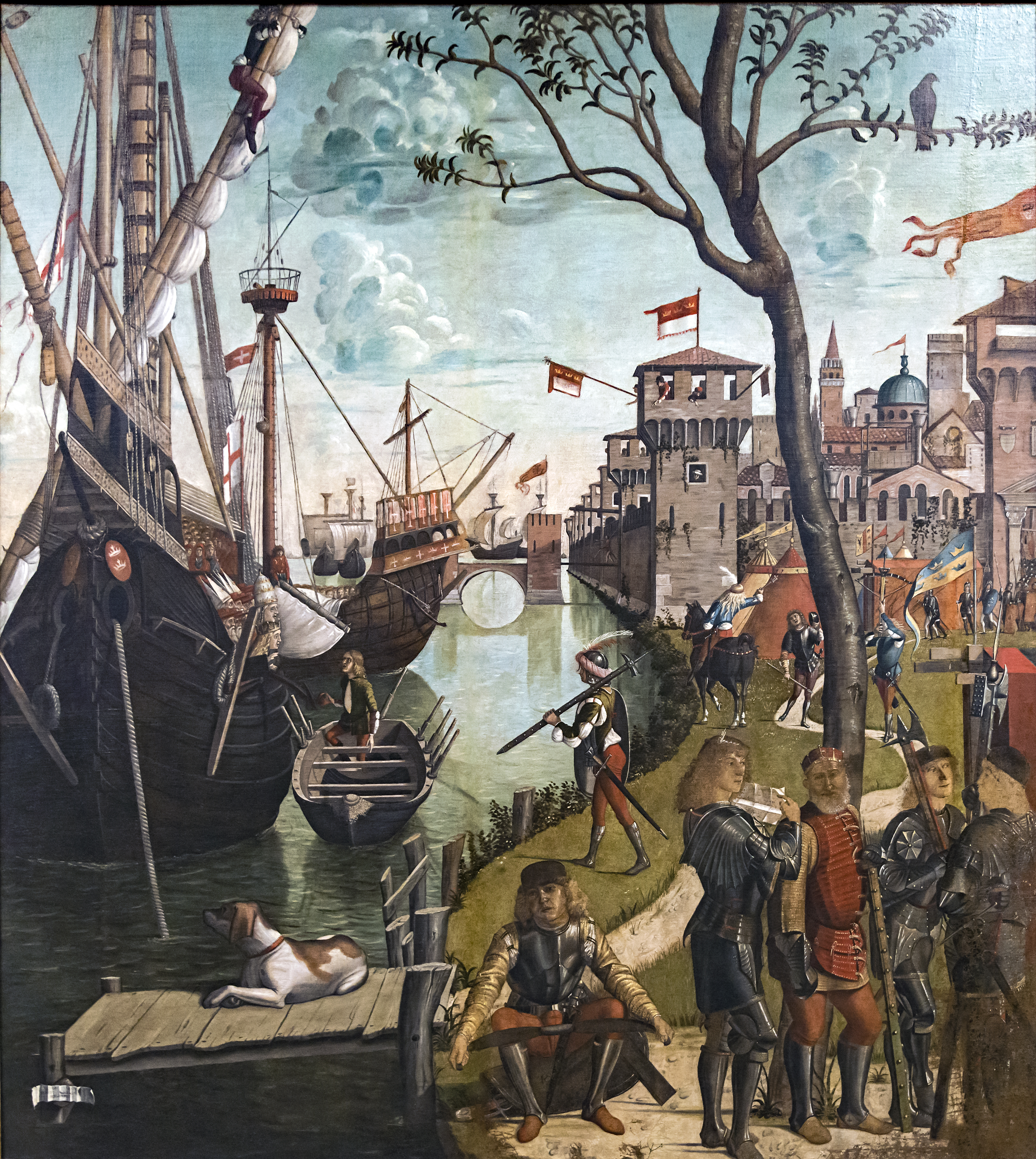
Vittore Carpaccio: Aankomst van Pelgrims in Keulen
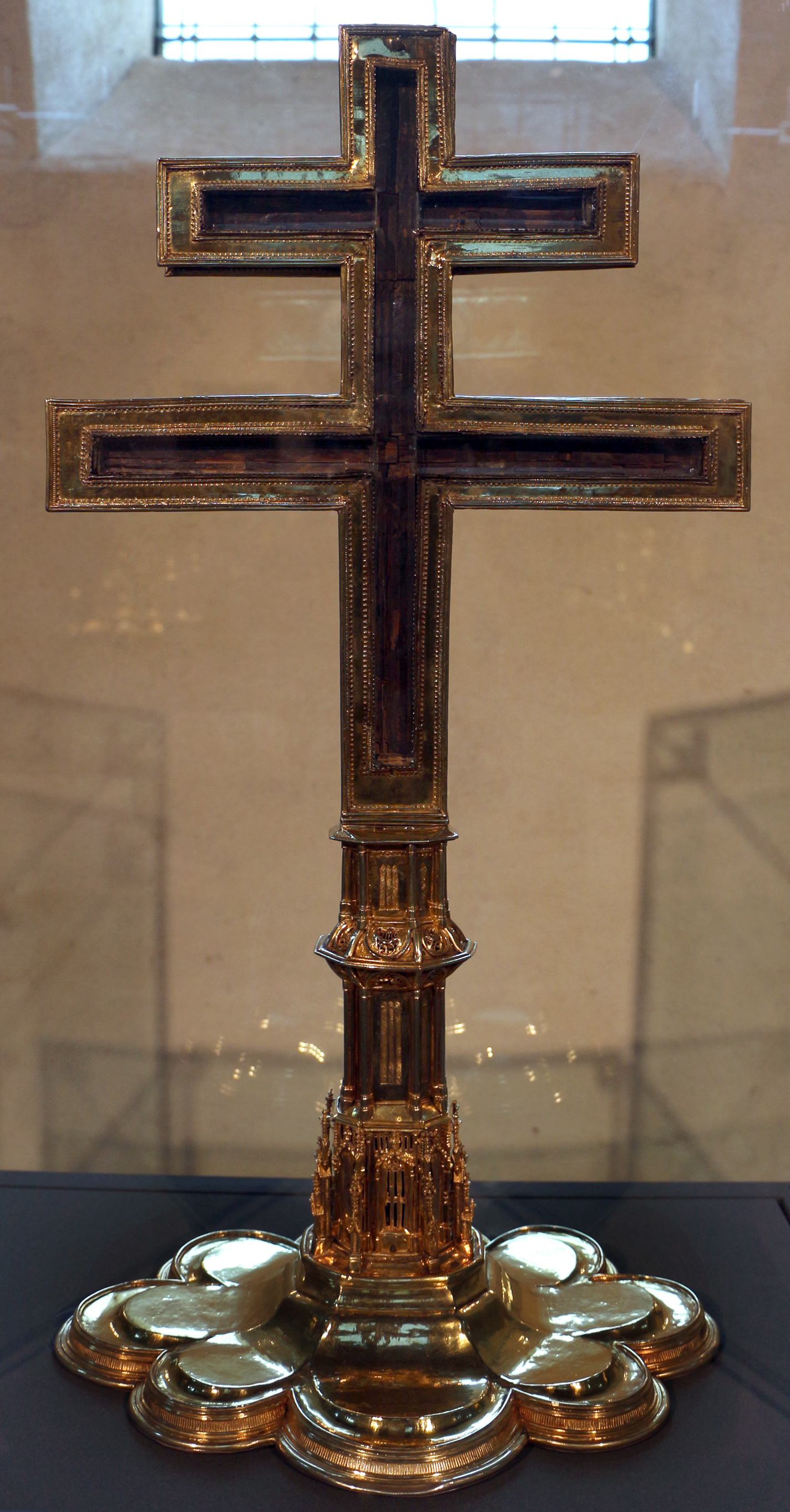
Patriarchaalkruis, Sint-Servaasbasiliek, Maastricht

## Opvolging
- admiraal der Nederlanden - Frederik Eitel Frederik van Zollern opgevolgd door Cornelis van Bergen
- Duitse Orde - Johan van Tieffen als opvolger van Martin Truchsess van Wetzhausen
- Hafsiden (Tunesië) - Abd al-Mu'min opgevolgd door Abu Yahya Zakariya
- Hongarije en Moravië - Matthias Corvinus opgevolgd door Wladislaus van Bohemen
- metropoliet van Moskou - Zosimus als opvolger van Gerontius
- Nassau-Weilburg - Filips II opgevolgd door zijn kleinzoon Lodewijk I
- Opper-Oostenrijk - Sigismund opgevolgd door Maximiliaan I
- Savoye - Karel I opgevolgd door zijn zoon Karel II onder regentschap van diens moeder Bianca van Monferrato
- Zeta - Stefan Crnojević opgevolgd door Ivan II Crnojević

## Geboren
- 17 februari - Karel III van Bourbon, Frans edelman
- 25 maart - Francesco Maria della Rovere, Italiaans edelman en legerleider
- 10 mei - Jan Fevijn, Zuid-Nederlands humanist
- 17 mei - Albrecht van Pruisen, hertog van Pruisen
- 28 juni - Albrecht van Brandenburg, aartsbisschop van Mainz
- 25 juli - Amalia van de Palts, Duits edelvrouw
- 29 oktober - Walburga van Egmont, Noord-Nederlands edelvrouw
- 10 november - Johan III van Kleef, hertog van Gulik-Berg en Kleef
- oktober - Olaus Magnus, Zweeds geleerde
- Joost van Baern, Noord-Nederlands edelman
- Eggerik Beninga, Fries geschiedschrijver
- Albert van Brandenburg-Ansbach, grootmeester van de Duitse Orde
- Luca Ghini, Italiaans arts en botanicus
- Johanna van Lannoy, Zuid-Nederlands edelvrouw
- Thomas Müntzer, Duits theoloog en opstandelingenleider
- Biagio Pupini, Italiaans schilder
- Juan Ginés de Sepúlveda, Spaans geestelijke en historicus
- Filips van Savoye-Nemours, Savoyaards-Frans edelman
- Tashi Namgyal, Tibetaans geestelijk leider
- Francesillo de Zúňiga, Spaans hofnar
- Guy III de Baenst, Zuid-Nederlands politicus (jaartal bij benadering)
- Cornelis van Bergen, prins-bisschop van Luik (jaartal bij benadering)
- Nicole Bonvalot, Bourgondisch aristocrate (jaartal bij benadering)
- Juan Boscán, Spaans dichter (jaartal bij benadering)
- Álvar Núñez Cabeza de Vaca, Spaans conquistador (jaartal bij benadering)
- Eustace Chapuys, diplomaat (jaartal bij benadering)
- Catharina de Chasseur, Nederlands valsemunter (jaartal bij benadering)
- Vittoria Colonna, Romeins dichteres (jaartal bij benadering)
- Jacob Despars, Zuid-Nederlands politicus (jaartal bij benadering)
- Hans Döring, Duits schilder (jaartal bij benadering)
- William FitzWilliam, Engels hoveling en militair (jaartal bij benadering)
- Johannes Galliculus, Duits componist (jaartal bij benadering)
- Juan de Grijalva, Spaans conquistador (jaartal bij benadering)
- Nuño Beltrán de Guzmán, Spaans conquistador (jaartal bij benadering)
- Adriaen Isenbrant, Zuid-Nederlands schilder (jaartal bij benadering)
- Wijerd Jelckama, Fries piraat en militair (jaartal bij benadering)
- Jacob van Liesvelt, Zuid-Nederlands drukker (jaartal bij benadering)
- Marinus van Reymerswale, Nederlands schilder (jaartal bij benadering)
- Properzia de' Rossi, Italiaans beeldhouwster (jaartal bij benadering)
- Dyveke Sigbritsdochter, maîtresse van Christiaan II van Denemarken (jaartal bij benadering)
- John Taverner, Engels componist (jaartal bij benadering)
- John Wallop, Engels diplomaat (jaartal bij benadering)
- Adriaan Willaert, Zuid-Nederlands componist (jaartal bij benadering)

## Overleden
- 8 januari - Maddalena Gonzaga (~17), Italiaans edelvrouw
- 18 januari - Anselm II van Trazegnies (~74), Zuid-Nederlands edelman
- 27 januari - Ashikaga Yoshimasa (55), shogun (1449-1473)
- 13 maart - Karel I (21), hertog van Savoye (1482-1490)
- 6 april - Matthias Corvinus (47), koning van Hongarije (1458-1490)
- 5 mei - Margaretha van Nassau-Weilburg (64), Duits edelvrouw en bibliofiel
- 12 mei - Johanna van Portugal (38), Portugees prinses
- 27 juni - Frederik Eitel Frederik van Zollern (~45), Duits staatsman
- 11 augustus - Frans van Brederode (25), Hollands edelman
- 10 december - Antonius Hanneron (~80), Bourgondisch geestelijke
- Pieter van Hénin (~57), Zuid-Nederlands edelman
- Arend de Keysere, Vlaams drukker
- Dirk I van Lieck tot Oberlieck en Musschenbroek, Limburgs edelman
- Sébastien Mamerot, Frans geleerde
- Johanna van Monferrato, Italiaans edelvrouw
- George Ripley, Engels alchemist
- Casimir II van Zator (~39), Silezisch edelman
- Antoine de Lonhy (~44), Bourgondisch schilder (jaartal bij benadering)
- Adriaen van Wesel, Noord-Nederlands beeldsnijder (jaartal bij benadering)